# Virginie Despentes

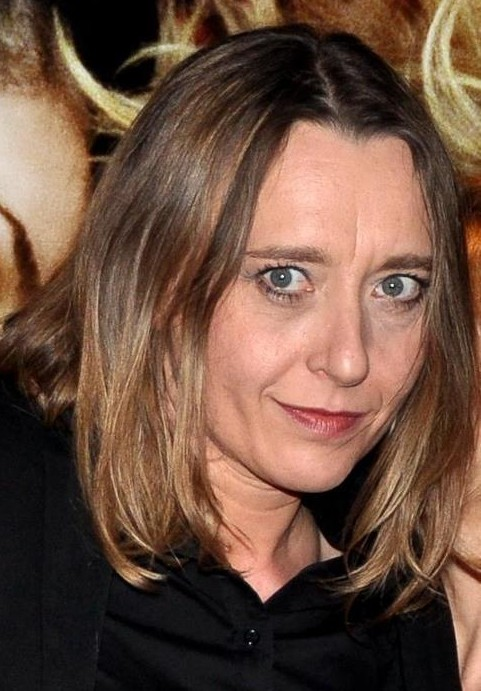
Virginie Despentes (2012)

Virginie Despentes ([viʁ.ʒi.ni de.pɑ̃t] ; * 13. Juni 1969 in Nancy; bürgerlich Virginie Daget) ist eine französische Schriftstellerin, Regisseurin und Feministin. Bekannt wurde sie durch ihren Roman Baise-moi (1994), bei dessen Verfilmung sie im Jahr 2000 Regie führte. Ihr bisher größter literarischer Erfolg ist die Romantrilogie Das Leben des Vernon Subutex. Sie gehörte von 2016 bis 2020 der Académie Goncourt an.

## Leben
Despentes wuchs als einzige Tochter einfacher Postangestellter auf, die sich für die Linke engagierten. Zwischen 1986 und 1993 lebte Despentes in Lyon, wo auch Die Unberührte spielt. Ihr Künstlername Despentes bezieht sich auf den Lyoner Stadtteil Pentes de la Croix-Rousse.  Im Alter von 35 Jahren beendete sie ihre letzte heterosexuelle Beziehung. Nach mehreren Jahren in Barcelona lebte Despentes ab 2010 mit ihrer spanischen Partnerin im Pariser Stadtviertel Belleville, bevor sie sich 2020 wieder in Barcelona niederließ.
Im Jahr 2021 gründete Despentes mit der Fotografin Axelle Le Dauphin den Verlag La Légende mit dem Ziel, feministische und queere Literatur selbst zu publizieren. Die Gründung geschah laut Despentes auch als Reaktion auf eine mögliche Fusionierung der Verlagsgruppen Hachette Livre und Editis und der damit verbundenen Befürchtung, der Eigentümer, Vincent Bolloré, werde künftig das Verlagsprogramm aus ideologischen Erwägungen beschneiden. Despentes publiziert beim Verlag Éditions Grasset & Fasquelle, der Teil der Hachette-Verlagsgruppe ist; die Eigentumsrechte der dort publizierten Texte liegen beim Verlagsinhaber.
Despentes trat in dem 2023 erschienenen, preisgekrönten Film Orlando, meine politische Biographie des Philosophen und Transaktivisten Paul B Preciado auf. Mit Preciado war Despentes von 2005 bis 2014 in einer Beziehung, beide arbeiteten auch nach der Trennung immer wieder zusammen.

## Werk
Ihre frühen Romane erzählen von Randexistenzen in französischen Großstädten, von Frauen und Männern zwischen zwanzig und dreißig Jahren, die von und mit Drogen, Sex und Kleinkriminalität leben.

### Baise-moi(1994)
In Frankreich wurde sie bereits 1994 durch ihren Debütroman Baise-moi bekannt, im deutschsprachigen Raum vor allem durch die Verfilmung Baise-moi (Fick mich!), bei der sie selbst Regie führte. Zwei Frauen, Manu und Nadine, beide Opfer sexualisierter Gewalt und am Rande der Gesellschaft, sind der Enttäuschungen und Erniedrigungen müde. Sie beginnen gemeinsam, alle moralischen und gesetzlichen Schranken brechend, männermordend durch Frankreich zu ziehen, bis Manu erschossen und Nadine festgenommen wird. Der Roman – und vor allem der Film – Baise-moi sorgte für Diskussionen und Skandale, da er Mord, Vergewaltigung und Sex explizit zeigt.

### Die Unberührte(1996)
Die Titelheldin ihres zweiten Romans Die Unberührte arbeitet in einer Peepshow, die Geschichte beginnt mit dem Mord an zwei ihrer Kolleginnen. Der männliche Hauptdarsteller von Teen Spirit ist ein ehemaliger Punkmusiker, der seine Tage inzwischen mit Kiffen und Fernsehen verbringt. Happy Ends sind eher die Ausnahme, meist färbt eine dunkle Grundstimmung von Frustration, Selbstzerstörung und ,No Future‘ die Erzählung. In den folgenden Werken tritt das Thema Gewalt in den Hintergrund, doch Sexualität bleibt ein wichtiges Motiv – sowohl für die Protagonisten als auch für die Plots.

### King Kong Theorie(2006)
Im Jahr 2006 veröffentlichte Despentes den feministischen Essay King Kong Theorie, der 2007 erstmals auf Deutsch erschien. Sie vertritt darin die Ansicht, dass Frauen weniger darauf fokussiert sein sollten, Männern zu gefallen, denn dies führe zwangsläufig dazu, auf Machtansprüche, Stärke und Einfluss zu verzichten. Sie plädiert für die Befreiung von Männern und Frauen von durch Unterwürfigkeit und Dominanz geprägten Geschlechterrollen. Ihre Unabhängigkeit von traditionellen Rollenmodellen mache auch die Stärke und Subversivität lesbischer Frauen aus. In dem autobiografisch geprägten Buch thematisiert Despentes auch, dass sie als junge Frau vergewaltigt wurde. Mit der Veröffentlichung dieses Werkes begann eine breitere Anerkennung der Autorin als Intellektuelle statt als Skandalautorin.

### Das Leben des Vernon Subutex(2015–2017)

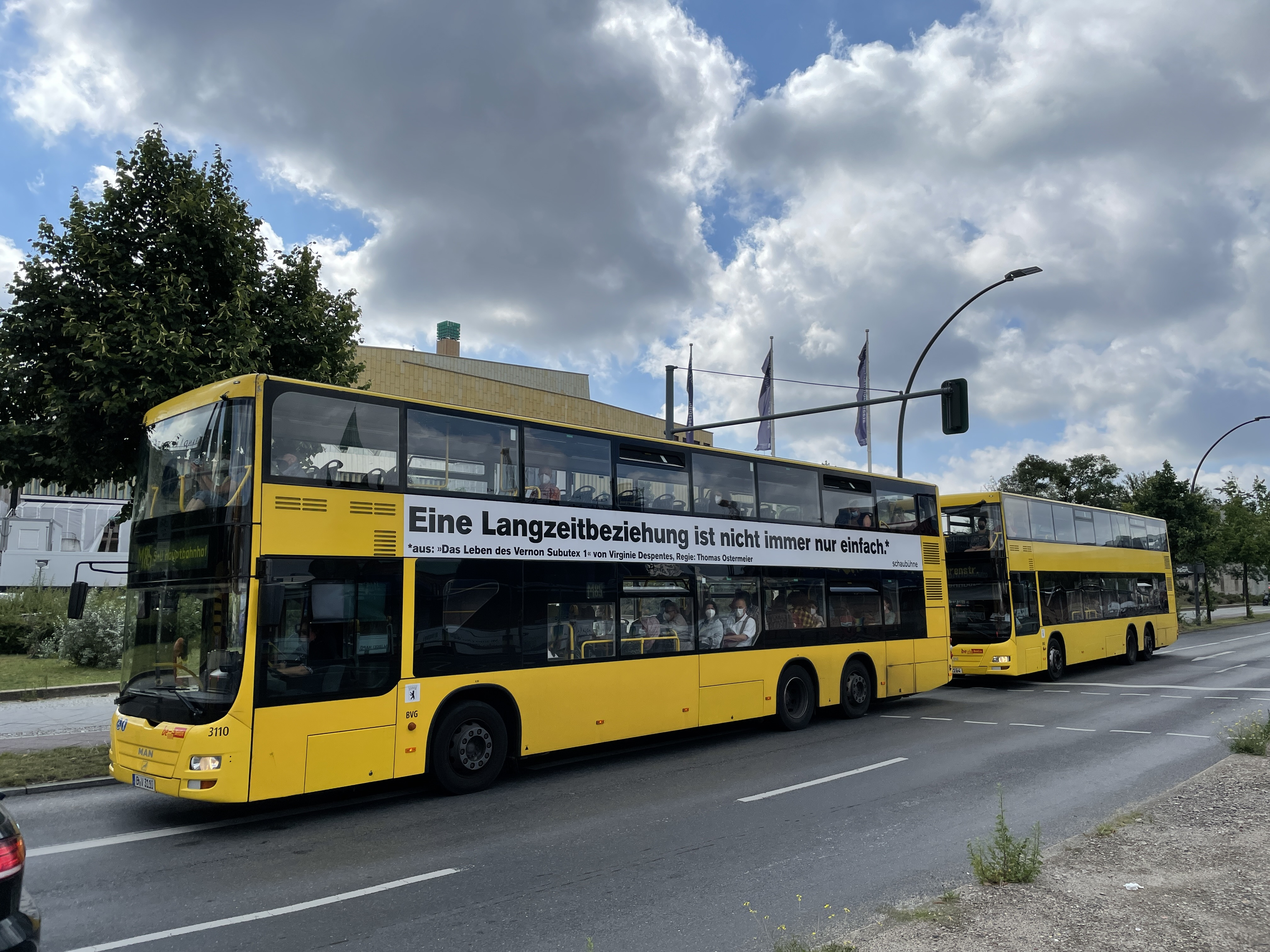
Zitat aus Das Leben des Vernon Subutex auf einem Bus der Berliner Verkehrsbetriebe als Werbung für die Schaubühne am Lehniner Platz (2021)

Ihr im Jahr 2017 auf Deutsch erschienener erster Roman der in Frankreich bereits veröffentlichten Trilogie Das Leben des Vernon Subutex wurde vielfach rezensiert, so auf Spiegel Online, in der Süddeutschen Zeitung, in der Frankfurter Allgemeinen Zeitung und im Berliner Tagesspiegel. Spätestens mit der Vernon Subutex-Trilogie wandelte sich ihr Image in Frankreich von der früheren Skandal-Schriftstellerin zur Favoritin des Feuilletons; seither wird sie von einigen sogar als „weiblicher Balzac des 21. Jahrhunderts“ wahrgenommen. Der Nachname Subutex bezieht sich auf eine Bezeichnung für Buprenorphin, das als Ersatzdroge für Heroin verwendet wird. Despentes wählte bewusst einen männlichen Protagonisten und verzichtet auf die Nennung des Vornamens Virginie auf dem Bucheinband, um mehr männliche Leser zu erreichen. Eine neunteilige Fernsehserie Vernon Subutex (Buch und Regie: Cathy Verney) wurde 2019 für Canal+ produziert, die TV-Kritikerin des Standard sah „Witz, Drama, Tragik“ im Bild und würdigte den „mitreißenden Soundtrack“. 2020 erschien bei Éditions Albin Michel die Adaption des ersten Bandes von Vernon Subutex als Comic. Despentes arbeitet bei der Umsetzung ihres Romans – die Folgebände sind im Entstehen – mit dem Zeichner Luz zusammen.

### Liebes Arschloch(2022)
Nach fünfjähriger Schreibpause erschien 2022 der Roman Liebes Arschloch (franz. Cher Connard) bei Grasset. In dem Roman wird sowohl der Figur eines sexistischen Autors als auch seinen Opfern eine Stimme gegeben. Der in Frankreich sehr positiv aufgenommene Roman wurde dennoch – aus „ethischen Gründen“ – nicht für den Literaturpreis Prix Goncourt vorgeschlagen und löste damit in Frankreich eine Debatte um Gewalt als literarisches Thema aus.

## Rezeption
2010 wurde ihr für den Roman Apokalypse Baby der Prix Renaudot verliehen. 2015 erhielt sie für ihren Roman Vernon Subutex 1 den Prix Anaïs Nin. Von 2016 bis 2020 gehörte sie als Nachfolgerin von Régis Debray der Académie Goncourt an. Für ihr Gesamtwerk wurde Despentes 2018 mit dem Welt-Literaturpreis ausgezeichnet.

## Werkliste (Auswahl)

### Romane
- Wölfe fangen. (Baise-moi. Florent Massot, 1993) Übers. Kerstin Krolak, Jochen Schwarzer.[25] Rowohlt, 2000 (Das Buch zum Film)
- Baise-moi – Fick mich. Roman. Übers. Kerstin Krolak, Jochen Schwarzer. Rowohlt, 2002, ISBN 3-499-23135-2
- Die Unberührte. Roman. (Les Chiennes savantes, Florent Massot, 1996) Rowohlt, 1999, ISBN 3-499-22911-0
- Pauline und Claudine. Roman. (Les Jolies Choses. Grasset, 1998) Übers. Michael Kleeberg. Rowohlt, 2001, ISBN 3-499-22647-2
- Teen spirit. (Teen Spirit. Grasset, 2002) Rowohlt, 2003, ISBN 3-499-23406-8
- Bye bye Blondie. (Bye Bye Blondie. Grasset, 2004) Rowohlt, 2006, ISBN 3-499-24162-5
- Apokalypse Baby. Roman. (Apocalypse Bébé. Grasset, 2010) Übers. Dorit Gesa Engelhardt[26], Barbara Heber-Schärer.[27] Berlin Verlag, 2012, ISBN 978-3-8270-1021-6
- Das Leben des Vernon Subutex, Teil 1. Roman. (Vernon Subutex, 1, Grasset, 2015) Übers. Claudia Steinitz.[28] Kiepenheuer & Witsch, 2017, ISBN 978-3-462-04882-7
- Das Leben des Vernon Subutex, Teil 2. Roman. (Vernon Subutex, 2, Grasset, 2015) Übers. Claudia Steinitz. Kiepenheuer & Witsch, 2018, ISBN 978-3-462-05098-1
- Das Leben des Vernon Subutex, Teil 3. Roman. (Vernon Subutex, 3, Grasset, 2017) Übers. Claudia Steinitz. Kiepenheuer & Witsch, 2018, ISBN 978-3-462-05153-7
- Liebes Arschloch. Roman. (Cher Connard. Grasset, 2022) Übers. Ina Kronenberger, Tatjana Michaelis. Kiepenheuer & Witsch, 2023, ISBN 978-3-462-00499-1

### Essays
- King Kong Theorie (King Kong Théorie. Grasset, 2006), Übers. Kerstin Krolak, Berlin Verlag, 2007, ISBN 3-8270-0755-0
- King Kong Theorie (King Kong Théorie. Grasset, 2006) Übers. Barbara Heber-Schärer und Claudia Steinitz, Kiepenheuer & Witsch, 2018, ISBN 978-3-462-05239-8

### Comic
- Luz / Virginie Despentes: Vernon Subutex, Tome1. Albin Michel, Paris, 2020, ISBN 978-2-226-44653-4.

- - Luz / Virginie Despentes: Vernon Subutex, Teil 1.  Übersetzung Ulrich Pröfrock, Reprodukt, Berlin, 2022.
  - Luz / Virginie Despentes: Vernon Subutex, Teil 2.  Übersetzung Lilian Pithan, Reprodukt, Berlin, 2024, ISBN 978-3-95640-390-3.

### Filmografie (Regie)
- 2000: Baise-moi (Fick mich!), Spielfilm, nach ihrem ersten Roman, in Zusammenarbeit mit Coralie Trinh Thi.
- 2011: Bye Bye Blondie, Spielfilm, Romanverfilmung

### Interviews
- Porno bedroht die männliche Sexualität, Interview mit Virginie Despentes, Jungle World 9, 2008
- Ijoma Mangold: Virginie Despentes: „Auch mit Bart wäre ich scheu“. Die Zeit online 9./11. August 2017, Print: Nr. 33, 2017 (Interview)
- Felix Bayer:  Star-Autorin Despentes „Mit der extremen Rechten reden? Bringt nichts“ . Spiegel Online, 18. Oktober 2017 (Interview)
- Tania Martini: „Wir sind alle Diven“. Sie ist Feministin und gefeierte Autorin. Virginie Despentes spricht über ihr neues Buch „Vernon Subutex“ und das Fehlen der Zweifler., taz vom 3. Oktober 2017 (Interview)

### Hörspielbearbeitungen (deutsch)
- 2014: King Kong Theorie, Bearbeitung und Regie: Elisabeth Putz, Mit Nora Abdel-Maksoud, Jule Böwe, Produktion: DLR.
- 2019: Apokalypse Baby (Zweiteiliges Hörspiel), Bearbeitung und Regie: Martin Heindel, mit Rosalie Thomas, Viola von der Burg, Paula O’Mara, Ilona Grandke, Rainer Buck und vielen anderen, Produktion: Bayerischer Rundfunk. Als Podcast/Download in der ARD Audiothek.[29][30]
- 2020: Das Leben des Vernon Subutex (Zweiteiliges Hörspiel), Bearbeitung: Katrin Zipse, Regie: Kirstin Petri, Komposition: zeitblom. Produktion: SRF[31]
- 2023 Liebes Arschloch (Zweiteiliges Hörspiel), Hörspielbearbeitung und Regie: Rebekka David, Komposition: Camill Jammal, Produktion: SWR.[32]

### Theateradaptionen (deutsch)
- 2021: Das Leben des Vernon Subutex 1. Regie: Thomas Ostermeier, Schaubühne Berlin

## Auszeichnungen
- 2010: Prix Renaudot für Apokalypse Baby
- 2011: Lambda Literary Award in der Kategorie LGBT Nonfiction für King Kong Theory[33]
- 2015: Prix Anaïs Nin für Vernon Subutex 1
- 2016: zum Mitglied der Académie Goncourt gewählt
- 2018: Welt-Literaturpreis für ihr Lebenswerk